# Ilha Navarino
Navarino (nome indígena: Shunuko) é uma ilha chilena no extremo sul do país. Pertence à Província da Antártica Chilena, na Região de Magalhães e Antártida Chilena. Fica ao Sul da Terra do Fogo, separada pelo Estreito de Beagle. A maioria da população da província mora na ilha, cujas principais cidades são Puerto Navarino, a capital provincial, Puerto Williams, Caleta Eugenia e Puerto Toro. A principal actividade económica é a pesca de aranhas-do-mar.
A ilha é montanhosa e os castores são animais típicos dos seus bosques. Há dois lagos, o Navarino e o Windhond. O clima é frio, com média de 9ºC de temperatura no verão e 1ºC no inverno.

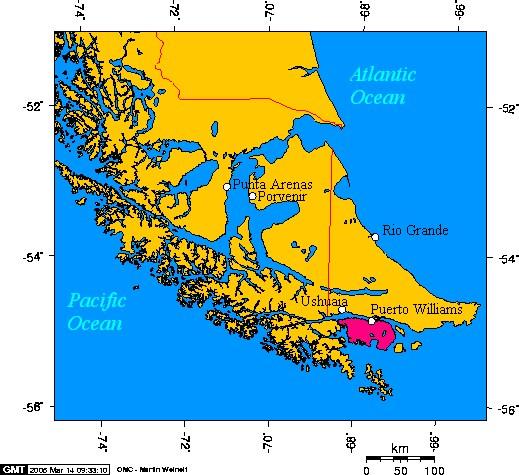
Localização da ilha Navarino